# Pineto Volley
Il Pineto Volley è una società pallavolistica maschile italiana con sede a Pineto: milita nel campionato di Serie A2.

## Storia
Sorta negli anni sessanta, nel 1982 la Pallavolo Pineto raggiunge i campionati nazionali disputando per quattro annate consecutive la Serie B durante le quali conquista l'edizione 1984-85 della Coppa Italia di categoria. Nella stagione 1986-87 esordisce in Serie A2, concludendo tuttavia all'ultimo posto in classifica senza nessuna vittoria all'attivo ed ottenendo l'immediata retrocessione. Dopo cinque stagioni nella terza categoria nazionale, al termine dell'annata 1991-92 retrocede in Serie B2, categoria nella quale milita fino al 2003.
Nel 2005 vince i play-off di Serie B1, venendo promossa in A2 dopo diciotto anni d'assenza. Nelle due stagioni successive (2005-06 con Emanuele Birarelli in squadra, e 2006-07) raggiunge due quarti posti e prende parte per due volte ai play-off per la promozione in Serie A1; nel 2007 raggiunge la finale della Coppa Italia di Serie A2 venendo sconfitta dalla Sparkling Milano.
Nel 2007-08 retrocede in Serie B1, tuttavia al termine della stagione acquista il titolo sportivo di Serie A1 dalla rinunciataria Sparkling Milano. Nel 2008-09 prende dunque parte per la prima volta nella sua storia al campionato di Serie A1, disputando le gare interne al PalaMaggetti di Roseto degli Abruzzi e ottenendo la salvezza; inizialmente esclusa dal campionato 2009-10 per inadempienze finanziarie, viene riammessa al torneo dall'Alta Corte di Giustizia del CONI: chiude tuttavia al 14º posto e retrocede in A2. La stagione successiva retrocede ulteriormente in serie B1 dopo aver concluso il campionato in penultima posizione.
Dopo un cambio societario, con conseguente cambio di denominazione in Pineto Volley, il club disputa ancora un'annata in Serie B1, per poi rinunciarvi e ripartire dalla Serie D regionale. Con due promozioni in tre stagioni il Pineto Volley torna in Serie B per il campionato 2016-17: a fine stagione arriva l'immediata retrocessione ma l'acquisto del titolo sportivo dal Montorio consente al club di mantentere la categoria.
Al termine della stagione 2019-20, nella quale al momento dell'interruzione per la pandemia di Covid-19 il Pineto Volley si trova in testa al proprio girone, la società decide di acquisire il titolo sportivo di Serie A3 dalla Lube: alla prima partecipazione termina la regular season al 4º posto in classifica ed accede ai play-off promozione dove viene eliminato nei quarti di finale. Termina il campionato successivo nella medesima posizione giungendo tuttavia a disputare la finale per la promozione dove viene sconfitta in due gare dal Prata.
Nella stagione 2022-23, ancora in Serie A3, conquista sia la Coppa Italia di categoria, in finale contro il Macerata, sia la Supercoppa italiana di Serie A3, in finale con la Virtus Fano. Nell'estate successiva acquisisce il titolo dalla Saturnia Acicastello ritornando in Serie A2 a tredici anni dall'ultima partecipazione.

## Rosa 2024-2025
| N° | Nome               | Ruolo | Data di nascita  | Nazionalità sportiva |
| -- | ------------------ | ----- | ---------------- | -------------------- |
| 1  | Matteo Zamagni     | C     | 4 agosto 1989    | Italia               |
| 2  | Matteo Iurisci     | S     | 27 agosto 2007   | Italia               |
| 3  | Mattia Catone      | P     | 17 novembre 2001 | Italia               |
| 4  | Flavio Morazzini   | L     | 10 maggio 2005   | Italia               |
| 5  | Vitor Baesso       | S     | 28 marzo 1998    | Brasile              |
| 6  | Samuli Kaislasalo  | O     | 3 agosto 1995    | Finlandia            |
| 7  | Michael Molinari   | C     | 30 aprile 1998   | Italia               |
| 8  | Giancarlo Pesare   | L     | 3 settembre 1995 | Italia               |
| 9  | Paolo Di Silvestre | S     | 31 gennaio 1998  | Italia               |
| 10 | Luca Presta        | C     | 6 dicembre 1995  | Italia               |
| 11 | Gioele Favaro      | S     | 27 novembre 2003 | Italia               |
| 12 | Andrea Bulfon      | O     | 14 dicembre 1996 | Italia               |
| 21 | Emanuele Rampazzo  | P     | 27 maggio 2003   | Italia               |

## Palmarès
- Coppa Italia di Serie A3: 1

2022-23
- Supercoppa italiana di Serie A3: 1

2023
- Coppa Italia di Serie B: 1

1984-85